# Fiat 8V
Fiat 8V (или «Otto Vu») — спортивный автомобиль, выпускавшийся компанией Fiat с 1952 по 1954 год.
Автомобиль был впервые показан в 1952 году на Женевском автосалоне. имя для модели — 8V — было выбрано из соображений, что компания Форд могла запатентовать название «V8» для своего автомобиля.
Автомобиль не был особенно успешным в коммерческом плане, но показывал хороши результаты в гонках. За исключением дифференциала, в автомобиле не использовались детали от других моделей Fiat, (многие детали для 8V изготавливались компанией Siata и использовались в их автомобилях.). Автомобиль был спроектирован Данте Джиакоза и Фабио Лучио Рапи. Двигатель представлял V-образную «восьмерку» и изначально планировался для седана представительского класса, однако тот проект был остановлен. Цилиндры в двигателе были расположены под углом в 70 градусов, объём двигателя составлял 1996 куб. см. При 5600 оборотов в минуту двигатель развивал мощность в 105 л.с., что позволяло развивать ему скорость до 190 км/ч.
Автомобиль обычно оснащался 4-ступенчатой коробкой передач, имел независимую подвеску со всех сторон и барабанные тормоза на всех колесах.
К моменту окончания производства в 1954 году было выпущено 114 купе данного типа. Тем не менее автомобиль регулярно выигрывал итальянские чемпионаты класса GT среди 2-литровых автомобилей каждый год, вплоть до 1959 года.
34 автомобиля имели кузов, изготовленный компанией Carozzeria Speciale FIAT. Ещё 32 изготовлены компанией Загато (Zagato) под названием «Elaborata Zagato». Также кузова для автомобиля выпускались компаниями Ghia и Виньяле. Большая часть произведенных автомобилей были купе, но небольшая часть выпускалась как родстеры.
- Fiat 8V Coupe, дизайн — Ghia
- Fiat 8V Demon Rouge 1952, дизайнер — Джованни Мишелотти, Виньяле (всего изготовлено 3 экземпляра[2])
- Fiat 8V Elaborata, дизайн — Загато
- Fiat 8V Otto Vu, дизайн — Виньяле.